# Cerastium brachypetalum
Cerastium brachypetalum é uma espécie de planta com flor pertencente à família Caryophyllaceae. 
A autoridade científica da espécie é Desp. ex Pers., tendo sido publicada em Synopsis Plantarum 1: 520. 1805.

## Portugal
Trata-se de uma espécie presente no território português, nomeadamente os seguintes táxones infraespecíficos:
- Cerastium brachypetalum var. brachypetalum - presente em Portugal Continental. Em termos de naturalidade é nativa da região atrás referida. Não se encontra protegida por legislação portuguesa ou da Comunidade Europeia.